# André Manga
André Manga, né à Yaoundé au Cameroun, est un bassiste, compositeur, arrangeur et producteur de jazz. Il est reconnu pour son style éclectique qui mêle jazz et rythmes africains traditionnels.  
Installé à Los Angeles, il dirige son propre studio de production, MangaMizik Studios, depuis 2006.

## Biographie

### Enfance, éducation et débuts
André Manga est originaire de Yaoundé, au Cameroun. Dès l'âge de sept ans, il manifeste un intérêt pour la musique en construisant son premier instrument, un pseudo-marimba fait de bambou et d'un tronc d'arbre. Plus tard, il conçoit une guitare avec des cordes faites de câbles de frein de vélo.
Sa rencontre avec son compatriote Manu Dibango est déterminante et l'encourage à poursuivre sa passion musicale malgré la désapprobation initiale de ses parents. Il devient rapidement un membre important de l'orchestre de son école, puis, à l'âge de 17 ans, il devient le bassiste de l'Orchestre national du Cameroun. Il s'installe ensuite au Gabon en tant que musicien de session.

### Carrière
En 1988, André Manga s'installe à Paris, où il tourne avec Pierre Akendengue avant de rejoindre Manu Dibango en tant que bassiste et directeur musical, participant à des tournées mondiales. Il participe également à l'album de Paul Simon, « The Rhythm of the Saints », avec d'autres musiciens camerounais.
En 1995, André Manga déménage à Los Angeles (États-Unis) dans le but de combiner le jazz avec les rythmes traditionnels africains. Il forme le groupe Dumazz, et en 1998, leur premier album, "Mother Rhythm", sort sur le label Narada Productions.
En 2011, il enregistre « Voyages », un album de 12 titres comprenant des reprises de morceaux qui l'ont marqué, comme « Soul makossa » de Manu Dibango, « Human Nature » de Michael Jackson, « Kaélé » d’Archangelo de Moneko et « Sophie » de Dina Bell.
Au cours de sa carrière, André Manga a collaboré avec de nombreux artistes de renommée internationale aux styles variés, notamment King Sunny Ade, Angélique Kidjo, Boyz II Men, Michael Jackson, Janet Jackson, Paul Simon, Herbie Hancock, Stevie Wonder, Dr Dre, et bien d'autres. Il a également travaillé sur la bande originale du film de Denzel Washington, « The Picture Wife », aux côtés de Josh Groban. Il a aussi produit des albums pour des artistes tels que Prince Diabaté et Manu Dibango.
Actuellement[Quand ?], André Manga occupe le poste de bassiste pour le chanteur et compositeur Josh Groban. Il réside à Atlanta et donne par ailleurs des cours de basse et de piano, partageant sa passion et son expérience musicale avec ses élèves. Son style musical est décrit comme une fusion d'afro-fusion/afrobeat, afro-jazz et jazz-fusion, marquée par des sonorités camerounaises comme le bikutsi et le makossa.